# Uvarovo
Uvarovo è una città della Russia europea sud-occidentale, situata sulla sponda destra del fiume Vorona, 117 km a sudest del capoluogo Tambov; è capoluogo del rajon (distretto) Uvarovskij, dal quale è però amministrativamente separata.
Fondata nel 1699, si sviluppò come centro commerciale fra la seconda metà del XIX secolo e l'inizio del XX. Ottenne lo status di città nel 1966.

## Società

### Evoluzione demografica
Fonte: mojgorod.ru
- 1939: 10.800
- 1959: 6.800
- 1967: 16.000
- 1979: 31.700
- 1989: 34.600
- 2008: 27.100